# Флаг Старого Крюкова
Флаг внутригородского муниципального образования Ста́рое Крю́ково в Зеленоградском административном округе города Москвы Российской Федерации.
Флаг утверждён 14 декабря 2004 года и является официальным символом муниципального образования Старое Крюково.

## Описание
«Флаг муниципального образования Старое Крюково представляет собой двустороннее, прямоугольное полотнище с соотношением сторон 2:3.
Полотнище флага разделено диагонально из нижнего угла, прилегающего к древку.
В верхней красной части помещено изображение жёлтой дубовой ветки. Габаритные размеры изображения составляют 3/8 длины и 5/8 ширины полотнища. Центр изображения находится на расстоянии 1/4 длины полотнища от бокового края полотнища, прилежащего к древку, и на расстоянии 3/8 ширины полотнища от его верхнего края.
В нижней голубой части помещено изображение обращённой к древку жёлтой ладьи с белым парусом. Габаритные размеры изображения составляют 3/8 длины и 5/8 ширины полотнища. Центр изображения находится на расстоянии 5/24 длины полотнища от бокового края полотнища, противолежащего древку, и на расстоянии 3/8 ширины полотнища от его нижнего края».

## Обоснование символики
Жёлтая дубовая ветвь символизирует воинскую славу и беспримерный подвиг защитников Москвы в декабре 1941 года, а также сохранившиеся до настоящего времени дубы в лесопарковой зоне муниципального образования.
Жёлтая ладья с белым парусом символизирует древний торговый путь из варяг в греки, который проходил по реке Сходня ещё до образования Московского княжества.